# ICD-10 第十九章：损伤、中毒和外因的某些其他后果
ICD-10 第十九章：损伤、中毒和外因的某些其他后果，即国际疾病与相关健康问题统计分类第十版的第十九个编码分系统（从S00-T98），其中包括了损伤、中毒和某些确定外因的后果，及其分类详情。

## S00-S09 头部损伤
S00-S09 头部损伤
- S00 头部浅表损伤
- S01 头部开放性伤口
- S02 颅骨和面骨骨折
- S03 头部的关节和韧带脱位、扭伤和劳损
- S04 颅神经损伤
- S05 眼、眶损伤
- S06 颅内损伤
- S07 头部挤压伤
- S08 头的部分创伤性切断
- S09 头部其他和未特指的损伤

## S10-S19 颈部损伤
S10-S19 颈部损伤
- S10 颈部浅表损伤
- S11 颈部开放性伤口
- S12 颈部骨折
- S13 颈部水平的关节和韧带脱位、扭伤和劳损
- S14 颈部水平的神经和脊髓损伤
- S15 颈部水平的血管损伤
- S16 颈部水平的肌肉和肌腱损伤
- S17 颈部挤压伤
- S18 颈部水平的创伤性切断
- S19 颈部其他和未特指的损伤

## S20-S29 胸部损伤
S20-S29 胸部损伤
- S20 胸部浅表损伤
- S21 胸部开放性伤口
- S22 肋骨、胸骨和胸部脊柱骨折
- S23 胸部的关节和韧带脱位、扭伤和劳损
- S24 胸部水平的神经和脊髓损伤
- S25 胸部血管损伤
- S26 心脏损伤
- S27 其他和未特指的胸内器官损伤
- S28 胸部挤压伤和胸的部分创伤性切断
- S29 胸部其他和未特指的损伤

## S30-S39 腹部、背、腰椎和骨盆损伤
S30-S39 腹部、背、腰椎和骨盆损伤
- S30 腹部、背和骨盆浅表损伤
- S31 腹部、背和骨盆开放性伤口
- S32 腰部脊柱和骨盆骨折
- S33 腰部脊柱和骨盆的关节和韧带脱位、扭伤和劳损
- S34 腹部、背和骨盆水平的神经和腰部脊髓损伤
- S35 腹部、背和骨盆水平的血管损伤
- S36 腹内器官损伤
- S37 盆腔器官损伤
- S38 腹部、背和骨盆的部分挤压伤和创伤性切断
- S39 腹部、背和骨盆其他和未特指的损伤

## S40-S49 肩和上臂损伤
S40-S49 肩和上臂损伤
- S40 肩和上臂浅表损伤
- S41 肩和上臂开放性伤口
- S42 肩和上臂骨折
- S43 肩胛带的关节和韧带脱位、扭伤和劳损
- S44 肩和上臂水平的神经损伤
- S45 肩和上臂水平的血管损伤
- S46 肩和上臂水平的肌肉和肌腱损伤
- S47 肩和上臂挤压伤
- S48 肩和上臂创伤性切断
- S49 肩和上臂其他和未特指的损伤

## S50-S59 肘和前臂损伤
S50-S59 肘和前臂损伤
- S50 前臂浅表损伤
- S51 前臂开放性伤口
- S52 前臂骨折
- S53 肘关节和韧带脱位、扭伤和劳损
- S54 前臂水平的神经损伤
- S55 前臂水平的血管损伤
- S56 前臂水平肌肉和肌腱损伤
- S57 前臂挤压伤
- S58 前臂创伤性切断
- S59 前臂其他和未特指的损伤

## S60-S69 腕和手损伤
S60-S69 腕和手损伤
- S60 腕和手浅表损伤
- S61 腕和手开放性伤口
- S62 腕和手水平的骨折
- S63 腕和手水平的关节和韧带脱位、扭伤和劳损
- S64 腕和手水平的神经损伤
- S65 腕和手水平的血管损伤
- S66 腕和手水平的肌肉和肌腱损伤
- S67 腕和手挤压伤
- S68 腕和手创伤性切断
- S69 腕和手其他和未特指的损伤

## S70-S79 髋和大腿损伤
S70-S79 髋和大腿损伤
- S70 髋和大腿浅表损伤
- S71 髋和大腿开放性伤口
- S72 股骨骨折
- S73 髋的关节和韧带脱位、扭伤和劳损
- S74 髋和大腿水平的神经损伤
- S75 髋和大腿水平的血管损伤
- S76 髋和大腿水平的肌肉和肌腱损伤
- S77 髋和大腿挤压伤
- S78 髋和大腿挤压伤
- S79 髋和大腿其他和未特指的损伤

## S80-S89 膝和小腿损伤
S80-S89 膝和小腿损伤
- S80 小腿浅表损伤
- S81 小腿开放性伤口
- S82 小腿骨折，包括踝
- S83 膝的关节和韧带脱位、扭伤和劳损
- S84 小腿水平的神经损伤
- S85 小腿水平的血管损伤
- S86 小腿水平的肌肉和肌腱损伤
- S87 小腿挤压伤
- S88 小腿创伤性切断
- S89 小腿其他和未特指损伤

## S90-S99 踝和足损伤
S90-S99 踝和足损伤
- S90 踝和足浅表损伤
- S91 踝和足开放性伤口
- S92 足骨折，除外踝
- S93 踝和足水平的关节和韧带脱位、扭伤和劳损
- S94 踝和足水平的神经损伤
- S95 踝和足水平的血管损伤
- S96 踝和足水平的肌肉和肌腱损伤
- S97 踝和足挤压伤
- S98 踝和足创伤性切断
- S99 踝和足其他和未特指的损伤b

## T00-T07 涉及身体多个部位的损伤
T00-T07 涉及身体多个部位的损伤
- T00 涉及身体多个部位的浅表损伤
- T01 涉及身体多个部位的开放性伤口
- T02 涉及身体多个部位的骨折
- T03 涉及身体多个部位的脱位、扭伤和劳损
- T04 涉及身体多个部位的挤压伤
- T05 涉及身体多个部位的创伤性切断
- T06 涉及身体多个部位的其他损伤，不可归类在他处者
- T07 未特指的多处损伤

## T08-T14 躯干、四肢或身体未特指部位的损伤
T08-T14 躯干、四肢或身体未特指部位的损伤
- T08 脊柱骨折，程度未特指
- T09 脊柱和躯干的其他损伤，程度未特指
- T10 上肢骨折，程度未特指
- T11 上肢的其他损伤，程度未特指
- T12 下肢骨折，程度未特指
- T13 下肢的其他损伤，程度未特指
- T14 身体未特指部位的损伤

## T15-T19 通过自然腔口进入异物的效应
T15-T19 通过自然腔口进入异物的效应
- T15 外眼异物
- T16 耳内异物
- T17 呼吸道内异物
- T18 消化道内异物
- T19 泌尿生殖道内异物

## T20-T32 烧伤和腐蚀伤
T20-T32 烧伤和腐蚀伤

### T20-T25 身体外表面烧伤和腐蚀伤，按部位特指者
- T20 头和颈烧伤和腐蚀伤
- T21 躯干烧伤和腐蚀伤
- T22 肩和上肢烧伤和腐蚀伤，除外腕和手
- T23 腕和手烧伤和腐蚀伤
- T24 髋和下肢烧伤和腐蚀伤，除外踝和足
- T25 踝和足烧伤和腐蚀伤

### T26-T28 限于眼和内部器官的烧伤和腐蚀伤
- T26 限于眼和附器的烧伤和腐蚀伤
- T27 呼吸道烧伤和腐蚀伤
- T28 其他内部器官的烧伤和腐蚀伤

### T29-T32 身体多个部位和未特指的部位的烧伤和腐蚀伤
- T29 身体多个部位的烧伤和腐蚀伤
- T30 烧伤和腐蚀伤，身体部位未特指
- T31 根据体表累及范围分类的烧伤
- T32 根据体表累及范围分类的腐蚀伤

## T33-T35 冻伤
T33-T35 冻伤
- T33 冻伤
- T34 冻伤，伴组织坏死
- T35 累及身体多个部位的冻伤和未特指的冻伤

## T36-T50 药物、药剂和生物制品中毒
T36-T50 药物、药剂和生物制品中毒
- T36 全身性抗生素中毒
- T37 其他全身性抗感染药和抗寄生虫药中毒
- T38 激素类及其合成代用品和拮抗剂中毒，不可归类在他处者
- T39 非类鸦片镇痛药、退热药和抗风湿药中毒
- T40 麻醉剂和致幻药中毒
- T41 麻醉药和治疗性气体的中毒
- T42 镇癫痫药、镇静-催眠剂和抗震颤麻痹药中毒
- T43 对精神有影响的药物中毒，不可归类在他处者
- T44 主要影响自主神经系统的药物中毒
- T45 主要为全身性和血液学的制剂中毒，不可归类在他处者
- T46 主要影响心学管系统的制剂中毒
- T47 主要影响胃肠系统的制剂中毒
- T48 主要作用于平滑肌和骨骼肌及呼吸系统的制剂中毒
- T49 主要影响皮肤和粘膜的局部制剂及眼科、耳鼻喉科和牙科的药物中毒
- T50 利尿剂和其他及未特指的药物、药剂和生物制品中毒

## T51-T65 主要为非药用物质的毒性效应
T51-T65 主要为非药用物质的毒性效应
- T51 酒精的毒性效应
- T52 有机溶剂的毒性效应
- T53 脂环烃和芳香族烃的卤素衍生物的毒性效应
- T54 腐蚀性物质的毒性效应
- T55 皂类和洗涤剂的毒性效应
- T56 金属的毒性效应
- T57 其他无机物质的毒性效应
- T58 一氧化碳的毒性效应
- T59 其他气体、烟雾或蒸汽的毒性效应
- T60 杀虫剂的毒性效应
- T61 作为海味食入有害物质的毒性效应
- T62 作为食物食入的其他有害物质的毒性效应
- T63 与有毒动物接触的毒性效应
- T64 黄曲霉素和其他霉素毒素污染食物的毒性效应
- T65 其他未特指物质的毒性效应

## T66-T79 外因的其他和未特指的效应
T66-T79 外因的其他和未特指的效应
- T66 辐射的未特指效应
- T67 热和光的效应
- T68 低体温
- T69 降温的其他效应
- T70 气压和水压效应
- T71 窒息
- T73 其他缺乏的效应
- T74 虐待综合征
- T75 其他外因的效应
- T76 有害效应，不可归类在他处者
- T78 创伤的某些早期并发症
- T79 创伤的某些早期并发症，不可归类在他处者

## T80-T88 手术和医疗的并发症，不可归类在他处者
T80-T88 手术和医疗的并发症，不可归类在他处者
- T80 输注、输血和治疗性注射后的并发症
- T81 操作并发症，不可归类在他处者
- T82 心脏和血管假体装置、植入物和移植物的并发症
- T83 泌尿生殖系假体装置、植入物和移植物的并发症
- T84 内部矫形外科假体装置、植入物和移植物的并发症
- T85 其他内部假体装置，植入物和移植物的并发症
- T86 移植器官和组织的失败和排斥
- T87 再附着和截断术所特有的并发症
- T88 手术和医疗的其他并发症，不可归类在他处

## T90-T98 损伤、中毒和外因的其他后果的后遗症
T90-T98 损伤、中毒和外因的其他后果的后遗症
- T90 头部损伤后遗症
- T91 颈和躯干损伤后遗症
- T92 上肢损伤后遗症
- T93 下肢损伤后遗症
- T94 涉及多个和未特指身体部位损伤的后遗症
- T95 烧伤、腐蚀伤和冻伤后遗症
- T96 药物、药剂和生物制品中毒后遗症
- T97 主要为非药用物质毒性效应的后遗症
- T98 外因的其他和未特指效应的后遗症